# Elfenkrone
Die Elfenkrone ist ein Jugendbuch, welches von der amerikanischen New York Times Bestseller-Autorin Holly Black verfasst wurde. Das Buch wurde erstmals im Jahr 2018 unter dem englischen Originaltitel "The Cruel Prince" publiziert und ist der erste Band der "The Folk of the Air"-Trilogie. Im deutschsprachigen Raum wurde es 2018 in der Übersetzung durch Anne Brauner vom cbj Kinderbücher Verlag veröffentlicht und gewann 2019 den Deutschen Phantastik Preis.
Im ersten Teil der Buchreihe kämpft die menschliche Protagonistin Jude Duarte in dem trügerischen und gefährlichen Elfenkönigreich Elfhame um Anerkennung, während sie in politische Intrigen verwickelt wird und sich eine komplexe Beziehung zum jüngsten und unberechenbarsten Sohn des Elfenkönigs, Cardan Greenbriar, entwickelt.

## Handlung
Jude Duarte, ihre Zwillingsschwester Taryn Duarte und ihre Halbschwester Vivienne werden mit sieben Jahren Zeugen, wie ein Elf namens Madoc ihre Eltern kaltblütig ermordete und sie in das Elfenkönigreich Elfhame verschleppt. Dort wachsen sie dann als Sterbliche unter Elfen und anderweitigen mystischen Kreaturen auf. Es stellt sich schnell heraus, dass Madoc der leibliche Vater von Vivienne ist und sie damit halb Elfe und Nachfolger dessen ist.
Nach zehn Jahren kommt in Jude der Wunsch auf, sich im Königshof als Ritter zu integrieren, jedoch ist dies mit vielen Hindernissen behaftet. Menschen sind im Elfenkönigreich weit verhasst und verspottet. Sie und ihre Zwillingsschwester Taryn werden außerdem von dem jüngsten Elfenprinz Cardan Greenbriar und seinen Freunden Nicasia, Valerian und Locke immer wieder drangsaliert und gequält. Kurz vor der Krönung des ältesten Elfenprinzen Dain, wird sie jedoch für ihre menschliche Gabe zu Lügen, als seinen persönlichen Spion ernannt und damit Mitglied des Hofes der Schatten.
Während ihrer Affäre mit Locke findet Jude heraus, dass es wohl einen weiteren Sohn des Elfenkönigs gäbe, welcher jedoch bis dato geheim gehalten wurde. Eine Nacht vor der Krönung wird sie dann von Oriana, die Lebensgefährtin von Madoc, gewarnt, sich nicht in die Angelegenheiten des Königs einzumischen.
Der Tag der Krönung steht nun an, doch bevor Prinz Dain zum rechtmäßigen König von Elfhame gekrönt werden kann, wird er und alle anderen Mitglieder der Familie von seinem Bruder Prinz Balekin und Madoc ermordet. Da der Elfenkönig nur von einem weiteren Familienmitglied gekrönt werden kann, ist des Elfenkönigreich vorerst ohne Herrscher. Cardan, welcher sich während des ganzen Tumults in Sicherheit retten konnte, wird von Jude gefunden und vom Hof der Schatten in Gewahrsam genommen.
Jude erfährt kurz darauf, dass Oak, der vermeintliche Sohn von Madoc und Oriana, der verschwiegene Sohn von Dain sei und damit auch potenzieller Thronfolger. Sie schmiedet mit Cardan den Plan, Oak zum König zu krönen und für ihn zu regieren, bis er alt genug ist, um selbst zu herrschen. Cardan geht den Deal ein und schwört Jude für ein Jahr und einen Tag seine Treue zu.
Als sie jedoch von Balekin zum Bankett eingeladen werden, hintergeht Jude Prinz Cardan und nutzt Oak, um Cardan Greenbriar gegen seinen Willen zum rechtmäßigen Elfenkönig zu krönen. Dieser ist außer sich vor Wut und verspricht zum Ende des Buches, ihr als König zu dienen, doch alles zu tun, um dies so schwierig wie möglich zu gestalten.
Damit endet Elfenkrone und der erste Teil der Buch-Saga.

## Charaktere
- Jude Duarte: Die Protagonistin der Geschichte, eine junge Frau, die um Anerkennung und ihren Platz in der Elfenwelt kämpft.
- Prinz Cardan: Ein undurchsichtiger und skrupelloser Elfenprinz, der eine zentrale Rolle in Judes Leben spielt.
- Madoc: Der Adoptivvater von Jude, ein mächtiger Elfenmann, der die Geschicke der Familie Duarte maßgeblich beeinflusst.

## Thematische Elemente
Elfenkrone erkundet Themen wie Machtintrigen, Identität, starke weibliche Charaktere und die Komplexität zwischenmenschlicher Beziehungen. Die Handlung ist geprägt von politischen Rangspielen und der Frage nach Moral und Ethik in einer Welt, die von magischen Wesen und uralten Traditionen beherrscht wird.